# Banuang Daán
Banuang Daán es un barrio rural  del municipio filipino de primera categoría de Corón perteneciente a la provincia  de Paragua en Mimaro,  Región IV-B.

## Geografía
Este barrio  se encuentra en  la Isla de Corón una de las que forman el Grupo Calamian situado a medio camino entre las islas de Mindoro (San José) y de Paragua (Puerto Princesa),  el Mar de la China Meridional a poniente y el mar de Joló a levante. Al norte de esta isla, y separada por  el estrecho de Corón, se encuentra  Isla Busuanga, donde se encuentra su ayuntamiento. Forman parte de este grupo la isla de  Culión y otras menores.
Su término  ocupa la parte septentrional de la isla y linda al norte con  el  estrecho de Corón que separa isla Bunsuanga  de la isla de Corón, isla que da nombre al municipio; al sur con el barrio de Cabugao; al este con el estrecho de Mindoro frente al islote de  Dibatuc; y al oeste con la bahía de Corón.
En el interior de la isla se encuentran los lagos de Barracuda, de Natuayán y de Cayangán.

### Demografía
El barrio  de Banuang Daán contaba  en mayo de 2010 con una población de 818  habitantes.